# Rangitiki
Die Rangitiki war ein 1929 in Dienst gestelltes Passagierschiff der britischen Reederei New Zealand Shipping Company. Sie stand für die Reederei insgesamt 33 Jahre lang zwischen Southampton und Neuseeland im Einsatz, zudem diente sie während des Zweiten Weltkriegs als Truppentransporter. 1962 wurde das Schiff ausgemustert und im selben Jahr in Santander abgewrackt.

## Geschichte
Die Rangitiki entstand unter der Baunummer 516 in der Werft von John Brown & Company in Clydebank und lief am 27. August 1928 vom Stapel. Nach ihrer Ablieferung an die New Zealand Shipping Company am 31. Januar 1929 nahm sie am 5. Februar 1929 den Liniendienst von Southampton nach Neuseeland über den Panamakanal auf. Ihre wenige Monate später in Dienst gestellten Schwesterschiffe waren die ebenfalls 1962 abgewrackte Rangitata und die 1940 versenkte Rangitane. Bei ihrer Ablieferung war die Rangitiki das größte je gebaute britische Motorschiff. Zudem war sie das bis dahin größte Schiff der Reederei und das erste mit zwei Schornsteinen.
Nach ihrer Jungfernfahrt musste die Rangatiki zunächst aufgrund während der ersten Reise entdeckten Mängeln zurück in die Werft, erst im September 1929 konnte sie in den Liniendienst zurückkehren. 1933 wurden die Passagiereinrichtungen des Schiffes umgebaut, die bis dahin vorhandene Dritte Klasse entfiel vollständig.
Nach Ausbruch des Zweiten Weltkriegs diente die Rangitiki seit Juni 1940 als Truppentransporter. Am 5. November 1940 befand sie sich als Teil von Geleitzug HX 84 auf dem Weg von Halifax nach Liverpool, als dieser vom deutschen Panzerschiff Admiral Scheer angegriffen wurde. Fünf Schiffe im Geleitzug wurden versenkt, darunter der Hilfskreuzer Jervis Bay. Als größtes Schiff im Geleitzug wurde auch die Rangitiki von der Admiral Scheer beschossen, jedoch nicht getroffen und blieb so unbeschädigt. Sie blieb weiter als Truppentransporter im Einsatz und beförderte auch in den Monaten nach Kriegsende Soldaten zurück in ihre Heimat.
Am 27. Mai 1946 ging die Rangitiki an die New Zealand Shipping Company zurück. Im Jahr darauf wurde sie umfassend für den weiteren Einsatz modernisiert und mit einer neuen Maschinenanlage ausgestattet. Am 24. September 1948 kehrte sie in den zivilen Liniendienst zurück. Eine weitere Modernisierung erfolgte 1957. Am 26. September 1958 lief das Schiff bei den Goodwin Sands auf Grund. Der aufgrund fehlerhafter Seekarten ausgelöste Zwischenfall führte zu einer Neukartierung des Gebiets. 1960 und 1961 legte die Rangitiki bei ihren Rückfahrten von Neuseeland nach Southampton auch Zwischenstopps in Callao und Miami ein.
Am 13. Juli 1962 beendete die Rangitiki ihre letzte planmäßige Überfahrt. In ihrer 33 Jahre andauernden Dienstzeit legte sie mehr als zwei Millionen Seemeilen zurück, beförderte etwa 60.000 Passagiere und 75.000 Soldaten und passierte 145 Mal den Panamakanal. Noch im selben Monat wurde das Schiff zum Abbruch ins spanische Santander verkauft, wo es am 29. Juli 1962 eintraf. Die Abbrucharbeiten begannen im Oktober 1962.